# Sólyomkőpestes
Sólyomkőpestes (1899-ig Pestes-Sólyomkő, románul Peștiș) falu Romániában, Bihar megyében. Közigazgatásilag Élesdhez tartozik.

## Fekvése
Élesddel teljesen összenőve, tőle 2 km-re északra, a Réz-hegység lábánál fekszik.

## Története
1306-ban Solumkeu néven említik először. A felette emelkedő várhegyen láthatók Sólyomkő várának csekély maradványai. 1242 és 1276 közt építtette Écs fia Pál comes. 1316-ban Károly Róbert csapatai ostromolták és el is foglalták. 1660-ban a török első felszólítására feladták. A Rákóczi-szabadságharc alatt a kurucok tartották megszállva, szerepe a végig császári kézen lévő Nagyvárad őrségének szemmel tartása és környékbeli falvak feletti uralom miatt volt némi jelentősége. Kapitánya Szoboszlai Sámuel, majd Horváth György volt. 1711-ben a császáriak elfoglalták és felrobbantották.
1910-ben 2707 lakosából 1433 fő szlovák, 1064 román és 113 magyar volt. A trianoni békeszerződésig Bihar vármegye Élesdi járásához tartozott.
A 2002-es népszámláláskor 1454 lakosa közül 1287 fő (88,5%) román, 155 (10,7%) szlovák, 11 (0,8%) magyar és 1 (0,1%) cigány volt.

## Nevezetességek
- Sólyomkő vára
- 1797-ben épült ortodox fatemplom

## Képek

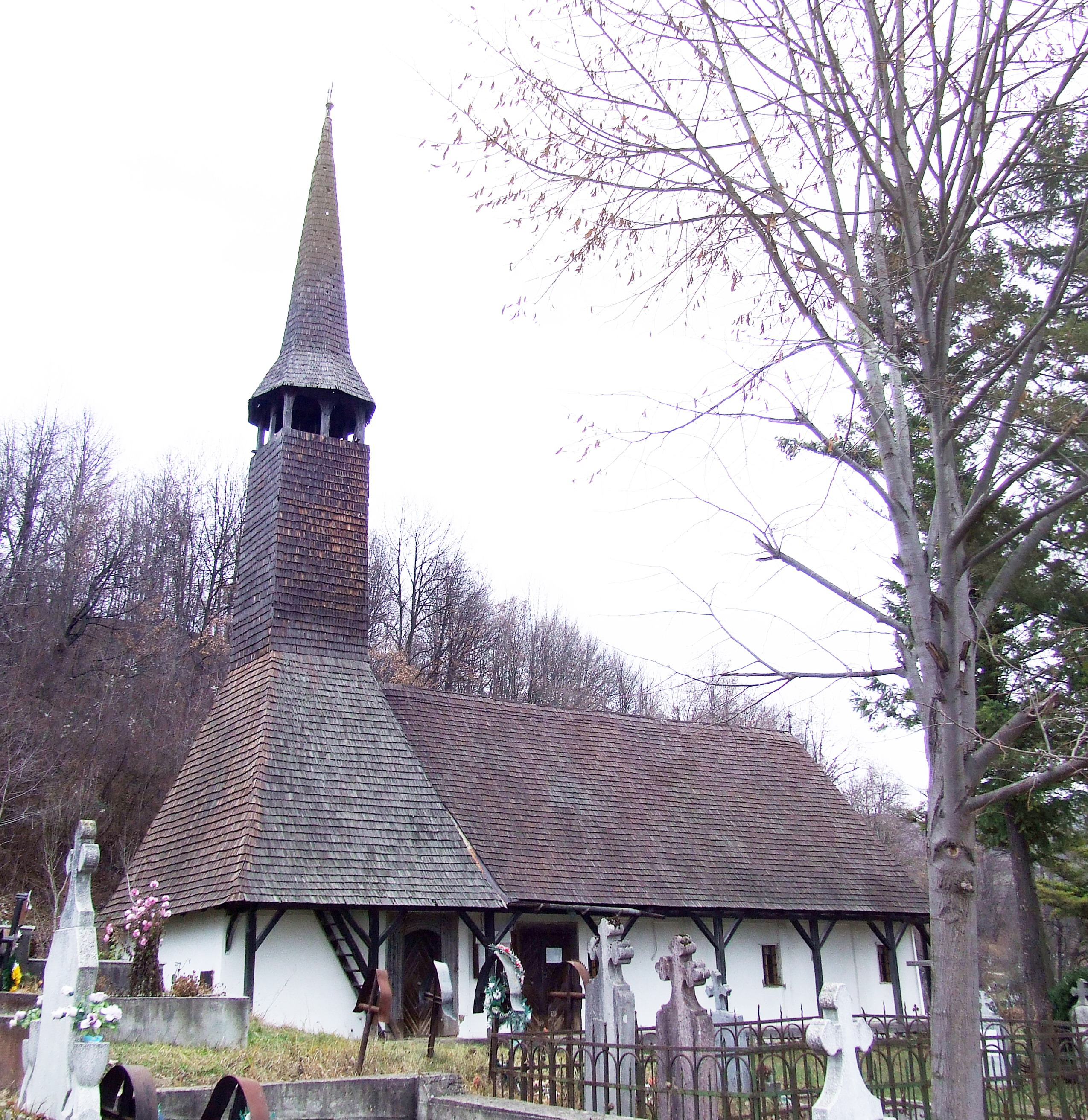
Fatemplom
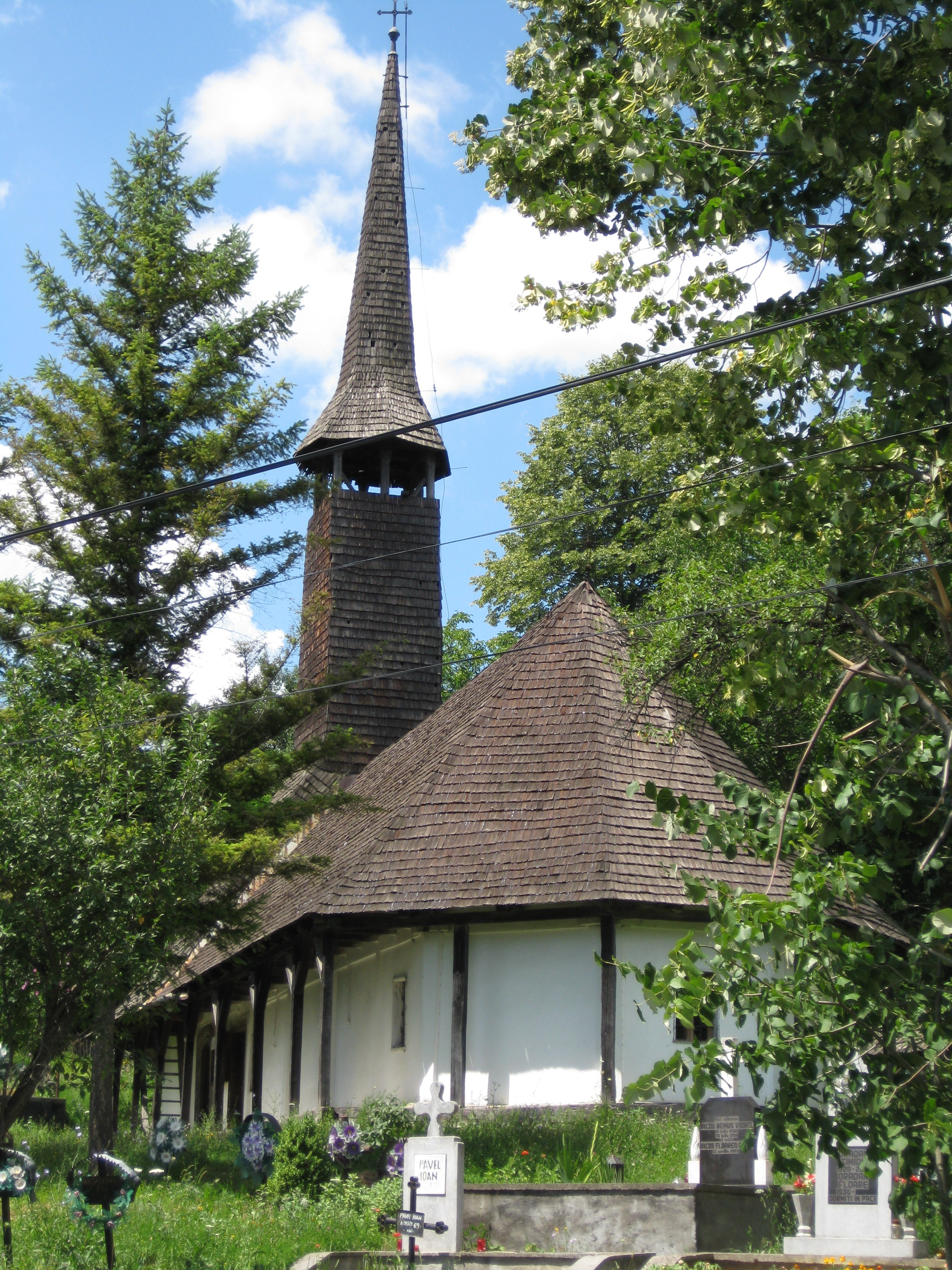
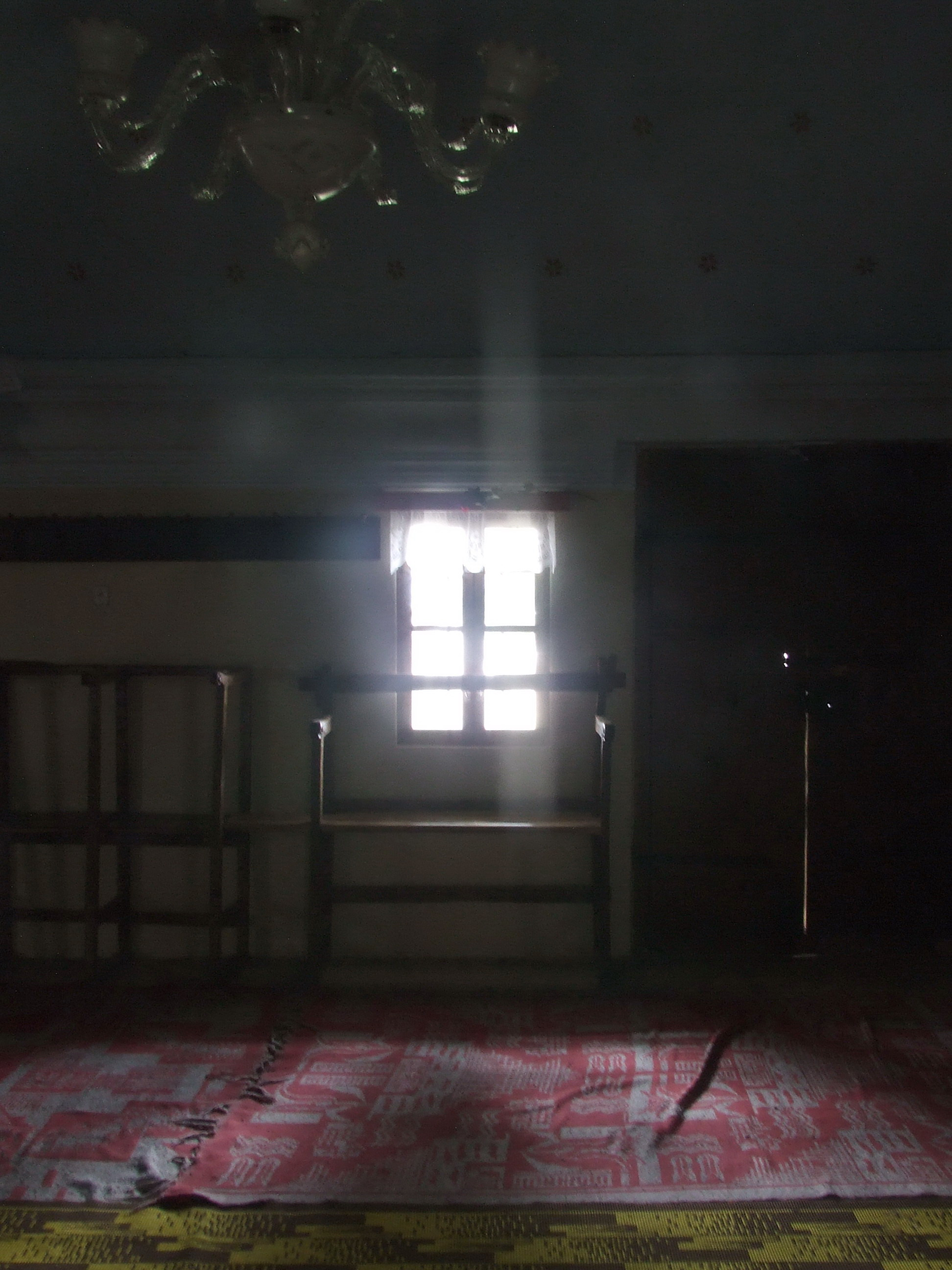
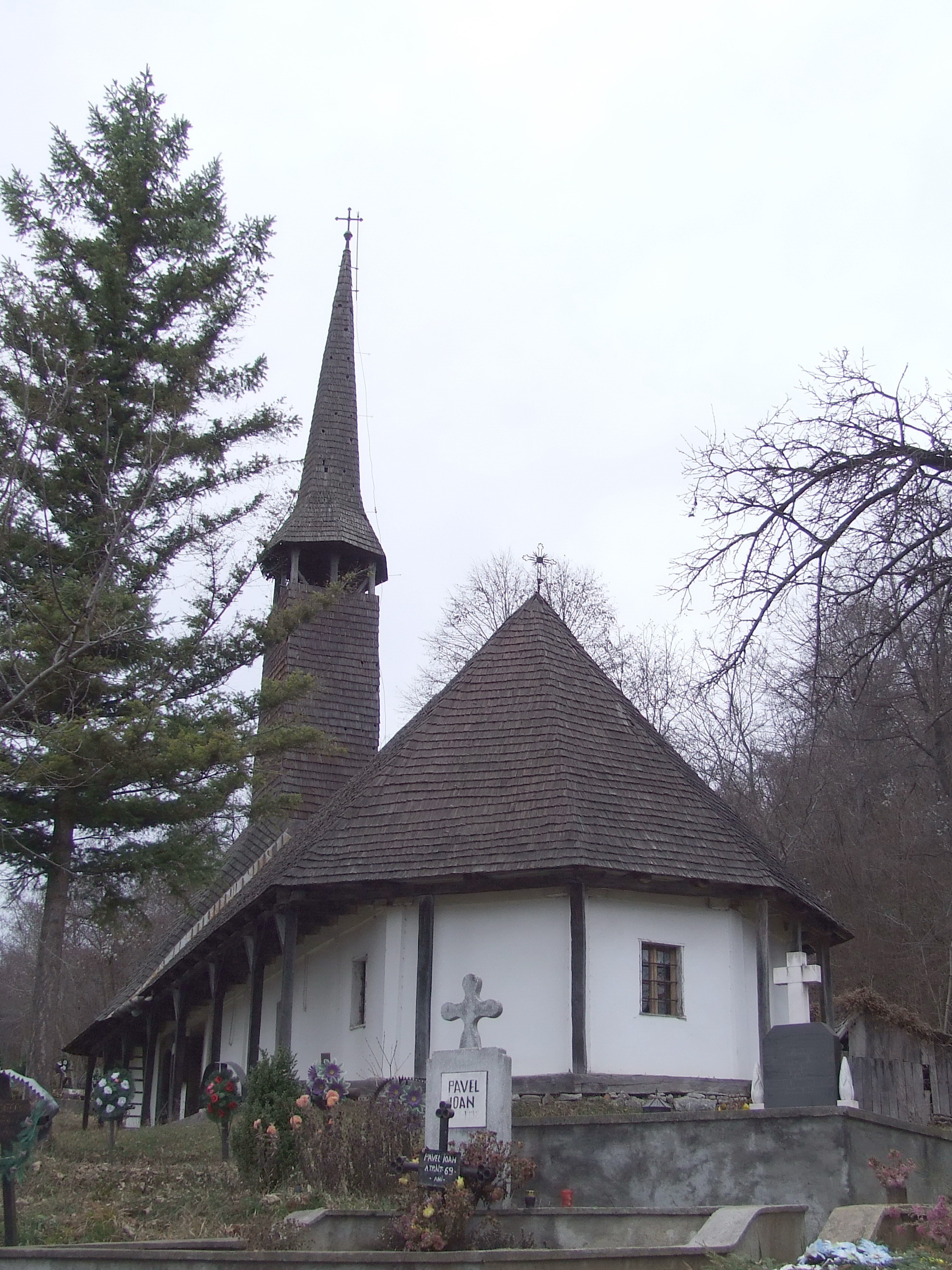

## Külső hivatkozások
- A sólyomkőpestesi fatemplom